# KControl
KControl（ケーコントロール、KDE コントロールセンター）とは KDE 用の設定マネージャである。

## 概要
KControl は kdeadmin パッケージの一部である。
KControl はモジュール構造になっている。ウィンドウは二つの部分に分けられる。左側は利用できるモジュール（アプレット）のリストを表示し、右側は現在のモジュールを表示する。
KControl モジュールはカテゴリ毎にまとめられている。また、Konqueror のように、アプリケーションは固有のモジュールをインストールできる。単一のモジュールを KControl とは独立に起動させることもできる。